# ديف بيرد (لاعب كرة قاعدة)
ديف بيرد (بالإنجليزية: Dave Beard)‏ هو لاعب كرة قاعدة أمريكي، ولد في 2 أكتوبر 1959 في أتلانتا في الولايات المتحدة.

## وصلات خارجية
- ديف بيرد على موقعبيزبول رفرنس.كوم (الدوري الرئيسي) (الإنجليزية)
- ديف بيرد على موقعبيزبول رفرنس.كوم (الدوري الثانوي) (الإنجليزية)
- ديف بيرد على موقع مشجعي الرسوم البيانية (الإنجليزية)